# 千歳市立高台小学校
千歳市立高台小学校（ちとせしりつ たかだいしょうがっこう）は、北海道千歳市富丘に所在する公立小学校。

## 沿革
1969年10月、宅地開発により末広小学校の児童急増に伴い、高台地区に新設小学校を開校することを議決された。1970年4月1日、末広小学校の分離し「千歳市立高台小学校」（473名、13学級）が開校した。1971年1月、北栄小学校が分離により児童157名が転入した。4月、転入によって高台小学校の児童数が751名（20学級）になった。1973年に開校から最多の児童889名（24学級）を迎えた。
年表
- 1969年（昭和44年）- 高台地区に新設校設置を議決、校名決定[1]。
- 1970年（昭和45年）- 校舎完成、千歳市立高台小学校が開校、校章・校旗・校歌・教育目標制定[1]。
- 1971年（昭和46年）- 北栄小学校が分離転入、第二期工事校舎完成、第三期工事校舎完成[1]。
- 1972年（昭和47年）- 第四期工事体育館完成[1]。
- 1974年（昭和49年）- 末広小学校の現在地移転に伴い校区変更[2]、第五期工事校舎完成[1]。
- 1979年（昭和54年）- 肢体不自由児訓練教室を設置[1]。
- 1980年（昭和55年）- 校舎改修工事完了[1]。
- 1983年（昭和58年）- 肢体不自由児訓練教室を福祉センターに移設[注 1][1]。
- 1987年（昭和62年）- 校庭花壇造成[1]。
- 1989年（平成元年）- 「ふれあい花壇」の活動開始[3]。
- 1991年（平成3年）- 新教育目標制定[1]。
- 2000年（平成12年）- 英会話学習モデル事業開始[1]。
- 2002年（平成14年）- 算数科少人数習熟度別学習開始[1]。
- 2003年（平成15年）- サケ交流事業、校舎改修工事（児童玄関・視聴覚室・図書室）完了[1]。
- 2004年（平成16年）- 図書館地域開放開始[1]。
- 2005年（平成17年）- 東校舎教室改修工事完了[1]。
- 2007年（平成19年）- 西校舎普通教室全面改修・廊下天井張替え工事完了、西校舎耐震補強工事完了[1]。
- 2008年（平成20年）- 二学期制を導入[4][5]。

## 教育目標
広く深く心豊かに生きぬく高台の子の育成をめざす
- 深く考え 学び合う子[6]
- 広い心で 助け合う子[6]
- 心豊かに 生きぬく子[6]

## 校章・校歌
校章
- 1970年6月6日制定[1]
- 制作：永浜逸夫[1]

校歌
- 1970年5月18日制定[1]
- 作詞：稲本清房、作曲：高橋達雄[1]

## 表彰
- 千歳市花いっぱいコンクール
  - 最優秀賞 2回（1996年、2005年）[1]
  - 優秀賞 6回（1989年、1991年、2003年 - 2004年、2006年、2011年）[1]
  - 特別賞 1回（1997年）[1]
- 北海道公立学校教育課程実践論文・石狩教育局長表彰（2003年）[1]
- 石狩管内教育実践奨励表彰（2006年）[1]

## 通学区域
通学区域は以下の通り。
- 末広
- 花園1丁目・5丁目 - 6丁目
- 高台1丁目 - 3丁目
- 富丘1丁目・4丁目

## 進学先中学校
- 千歳市立富丘中学校
- 千歳市立千歳中学校

## 交通アクセス
鉄道
- JR千歳線千歳駅東口より、徒歩13分。

バス
- 北海道中央バス みどり台線・みどり台空港線「富丘団地入口」停留所下車、徒歩3分[8]。